# Dendrelaphis caudolineolatus
Dendrelaphis caudolineolatus är en ormart som beskrevs av Günther 1869. Dendrelaphis caudolineolatus ingår i släktet Dendrelaphis och familjen snokar.
Artens utbredningsområde är Sri Lanka. Inga underarter finns listade i Catalogue of Life. Honor lägger ägg.